# 金田一秀穗
金田一秀穗（日文：金田一秀穂、きんだいち ひでほ。1953年5月5日 - ），日本语言学家。专业是日语教育、言语行为、语义学。杏林大学外国语学部教授，政策研究大学院大学客座教授。经常出演电视节目。

## 简介

### 经历
金田一秀穗出生于日本东京都。毕业于东京都立西高校、上智大学文学部心理学科。1983年东京外国语大学大学院博士课程结业。在东京外国语大学的专业是日本语学。在大连外国语学院、哥伦比亚大学等学校教授日语之后，又赴任哈佛大学客座研究员，后转为现职。目前还在进行东南亚国家的日语教师的指导工作。

### 家庭情况
祖父是语言学家金田一京助，父亲是日本国语学家金田一春彦，哥哥是俄语学家金田一真澄。姐姐是高尔夫专栏作家金田一美奈子（田中美奈子）。外曾祖父是企业家金田一胜定。

## 相关作品
- 《学研 現代新国語辞典》[1]
- 《新レインボー小学国語辞典》[2]

## 相关链接
- 杏林大学 教員紹介 金田一秀穂 （页面存档备份，存于）